# Saint-Yorre
Saint-Yorre ist eine französische Gemeinde mit 2.927 Einwohnern (Stand 1. Januar 2022) im Département Allier in der Region Auvergne-Rhône-Alpes. Sie gehört zum Arrondissement Vichy und zum Kanton Vichy-2. Die Einwohner werden Saint-Yorrais genannt.

## Geografie
Saint-Yorre liegt etwa acht Kilometer südlich von Vichy am Fluss Allier. Umgeben wird Saint-Yorre von den Nachbargemeinden Abrest im Norden, Busset im Osten, Mariol im Süden und Südosten, Saint-Priest-Bramefant im Süden und Südwesten, Saint-Sylvestre-Pragoulin im Westen sowie Hauterive im Nordwesten.

## Bevölkerungsentwicklung
| Jahr                       | 1962 | 1968 | 1975 | 1982 | 1990 | 1999 | 2006 | 2018 |
| Einwohner                  | 2942 | 3042 | 3154 | 3103 | 3003 | 2840 | 2745 | 2908 |
| Quellen: Cassini und INSEE |      |      |      |      |      |      |      |      |

## Wirtschaft und Infrastruktur

### Industrie
In Saint-Yorre befindet sich eine große Abfüllanlage des Mineralwasserproduzenten Sources Alma.

### Verkehr
Durch die Gemeinde führt die frühere Route nationale 106 (heutige D906). Der Bahnhof an der Bahnstrecke Saint-Germain-des-Fossés–Darsac wird im Personenverkehr nicht mehr bedient.

## Sehenswürdigkeiten
- Kirche Saint-Éloi

## Persönlichkeiten
- Valery Larbaud (1881–1957), Schriftsteller
- Gabriel Romon (1905–1944), Widerstandskämpfer
- Nolwenn Leroy (* 1982), Popsängerin, in Saint-Yorre aufgewachsen